# Vladimír Kremlík
Vladimír Kremlík (ur. 9 grudnia 1972 w Čáslaviu) – czeski prawnik i polityk, w latach 2019–2020 minister transportu.

## Życiorys
Absolwent polityki społecznej w wyższej szkole pedagogicznej VŠP w Hradcu Králové, a następnie prawa na Uniwersytecie Karola w Pradze. Uzyskał uprawnienia zawodowe adwokata. Pracował jako prawnik, urzędnik państwowy i konsultant. Zajmował kierownicze stanowiska w różnych przedsiębiorstwach, od 2012 praktykował jako adwokat. W latach 2005–2015 był członkiem Czeskiej Partii Socjaldemokratycznej.
W 2015 został zastępcą prezesa ÚZSVM, państwowego urzędu do spraw reprezentacji w sprawach majątkowych. W kwietniu 2019 z rekomendacji partii ANO 2011 w drugim rządzie Andreja Babiša objął urząd ministra transportu, zastępując na tym stanowisku Dana Ťoka. Został odwołany na wniosek premiera w styczniu 2020 z powodu ujawnienia, że przedsiębiorstwo Asseco zostało wybrane bez przetargu i w trybie niejawnym na wykonawcę systemu winiet elektronicznych.